# Ginástica artística nos Jogos Pan-Americanos de 2007 - Argolas
A final masculina das argolas da ginástica artística nos Jogos Pan-Americanos de 2007 foi realizada em 17 de julho de 2007.

## Medalhistas
| Ouro   | VEN Regulo Carmona   |
| Prata  | USA Sean Golden      |
| Bronze | VEN Carlos Carbonell |

## Qualificação
| Pos. | Ginasta                   | Pontos | Resultado |
| ---- | ------------------------- | ------ | --------- |
| 1    | VEN Regulo Carmona        | 16,200 | Q         |
| 2    | USA Sean Golden           | 15,450 | Q         |
| 3    | VEN José Luis Fuentes     | 15,250 | Q         |
| 4    | PUR Tommy Ramos Nin       | 15,150 | Q         |
| 5    | PUR Luis Rivera           | 15,100 | Q         |
| 6    | CUB Gerardo Medina        | 15,000 | Q         |
| 7    | VEN Carlos Carbonell      | 15,000 |           |
| 8    | BRA Danilo Nogueira       | 15,000 | Q         |
| 9    | USA David Luca Durante    | 14,900 | Q         |
| 10   | COL Jorge Hugo Giraldo    | 14,900 | R         |
| 11   | BRA Luis Anjos            | 14,850 | R         |
| 12   | USA Guillermo Alvarez     | 14,750 |           |
| 13   | PUR Luis Vargas Velázquez | 14,650 |           |
| 14   | BRA Adan Santos           | 14,600 |           |
| 15   | MEX Luis Alberto Sosa     | 14,350 | R         |

- Q - qualificado para a final
- R - reserva

## Final
| Pos.              | Ginasta                  | Nota A | Nota B | Pen. | Total  |
| ----------------- | ------------------------ | ------ | ------ | ---- | ------ |
| Medalha de ouro   | VEN Regulo Carmona       | 7,000  | 8,675  |      | 15,675 |
| Medalha de prata  | USA Sean Golden          | 6,400  | 8,875  |      | 15,275 |
| Medalha de bronze | VEN Carlos Carbonell [a] | 6,300  | 8,850  |      | 15,150 |
| 4                 | PUR Tommy Ramos Nin      | 6,200  | 8,900  |      | 15,100 |
| 5                 | USA David Luca Durante   | 6,200  | 8,700  |      | 14,900 |
| 6                 | CUB Gerardo Medina       | 6,100  | 8,775  |      | 14,875 |
| 7                 | BRA Danilo Nogueira      | 6,300  | 8,275  |      | 14,575 |
| 8                 | PUR Luis Rivera          | 6,200  | 8,150  |      | 14,350 |

a.^  Carlos Carbonell disputou a prova no lugar de José Luis Fuentes.